# Critère de Cartan
En mathématiques, le critère de Cartan donne des conditions pour qu'une algèbre de Lie sur un corps de caractéristique nulle soit résoluble, d'où l'on tire un critère pour que l'algèbre de Lie soit semi-simple. Il est fondé sur la notion de forme de Killing, la forme bilinéaire symétrique sur {\displaystyle {\mathfrak {g}}} définie par
{\displaystyle K(u,v)=\operatorname {tr} (\operatorname {ad} (u)\operatorname {ad} (v)),}
où tr désigne la trace d'une application linéaire et ad la représentation adjointe. Le critère a été introduit par Élie Cartan.

## Critère de résolubilité de Cartan
Le critère de résolubilité de Cartan s'énonce ainsi :
Une sous-algèbre de Lie {\displaystyle {\mathfrak {g}}} des endomorphismes d'un espace vectoriel de dimension finie sur un corps de caractéristique nulle est résoluble si et seulement si {\displaystyle \operatorname {tr} (ab)=0} pour tous {\displaystyle a\in {\mathfrak {g}}} et {\displaystyle b\in [{\mathfrak {g}},{\mathfrak {g}}]}.
Le fait que {\displaystyle \operatorname {tr} (ab)=0} dans le cas résoluble, découle du théorème de Lie qui permet de trigonaliser les éléments de {\displaystyle {\mathfrak {g}}} sur la clôture algébrique du corps de base (après passage dans une base convenable, les éléments de {\displaystyle {\mathfrak {g}}} deviennent des matrices triangulaires supérieures (la trace peut être calculée après extension du corps de base). La réciproque peut être déduite du critère de nilpotence qui découle de la décomposition de Jordan-Chevalley, comme expliqué dans l'article correspondant.
En appliquant le critère de Cartan à la représentation adjointe, on obtient le résultat suivant.
Une algèbre de Lie de dimension finie {\displaystyle {\mathfrak {g}}} sur un corps de caractéristique nulle est résoluble si et seulement si {\displaystyle K({\mathfrak {g}},[{\mathfrak {g}},{\mathfrak {g}}])=0} (où K est la forme Killing).

## Critère de semi-simplicité de Cartan
Le critère de semi-simplicité de Cartan s'énonce ainsi :
Une algèbre de Lie de dimension finie {\displaystyle {\mathfrak {g}}} sur un corps de caractéristique zéro est semi-simple si et seulement si la forme de Killing est non dégénérée.
Jean Dieudonné a donné une démonstration remarquablement courte que si une algèbre de Lie de dimension finie (sur un corps de caractéristique quelconque) admet une forme bilinéaire invariante non dégénérée et n'a pas d'idéaux abéliens non nuls, et en particulier si sa forme de Killing est non dégénérée, alors c'est une somme directe d'algèbre de Lie simples.
Réciproquement, il résulte facilement du critère de résolubilité de Cartan qu'une algèbre semi-simple (en caractéristique nulle) a une forme de Killing non dégénérée.

## Exemples
Les critères de Cartan sont mis en défaut en caractéristique {\displaystyle p>0}. Par exemple :
- l'algèbre de Lie {\displaystyle \operatorname {\mathfrak {sl}} _{p}(k)} est simple si le corps k est de caractéristique p différente de 2 et elle a une forme de Killing nulle ; cependant, la forme bilinéaire définie par {\displaystyle (a,b)=\operatorname {tr} (ab)} est invariante et non nulle ;
- l'algèbre de Lie ayant une base {\displaystyle a_{n}} indexée par {\displaystyle n\in \mathbb {Z} /p\mathbb {Z} } et le crochet défini par [ai, aj] = (i−j)ai+j est simple pour {\displaystyle p>2} mais elle n'a pas de forme bilinéaire invariante non nulle ;
- Si k est de caractéristique 2, alors le produit semi-direct {\displaystyle \operatorname {{\mathfrak {gl}}_{2}} (k)\oplus k^{2}} est une algèbre de Lie résoluble, mais la forme de Killing n'est pas identiquement nulle sur son algèbre dérivée {\displaystyle \operatorname {{\mathfrak {sl}}_{2}} (k)\oplus k^{2}}.

Si une algèbre de Lie de dimension finie est nilpotente, alors la forme de Killing est identiquement nulle (plus généralement, la forme de Killing s'annule sur tout idéal nilpotent). La réciproque est fausse : il existe des algèbres de Lie non nilpotentes dont la forme de Killing est nulle. Un exemple est donné par le produit semi-direct d'une algèbre de Lie abélienne V (disons complexe) avec une algèbre de Lie de dimension 1 qui agit sur V comme un endomorphisme b tel que b n'est pas nilpotent et tr(b2) = 0 (autrement dit, {\displaystyle {\mathfrak {b}}=\mathbf {C} b\oplus V}et le crochet est défini par [b, v] = b(v) et [v, w] = 0 pour v et w dans V). 
En caractéristique nulle, toute algèbre de Lie réductive (c'est-à-dire, une somme directe d'algèbres de Lie abéliennes et simples) possède une forme bilinéaire symétrique invariante non dégénérée. Cependant, la réciproque est fausse : une algèbre de Lie avec une forme bilinéaire symétrique invariante non dégénérée n'est pas nécessairement une somme d'algèbres de Lie simples et abéliennes. Les algèbres de Takiff sont des contre-exemples typiques : G = L[t]/tnL[t] où n > 1, L est une algèbre de Lie complexe simple munie d'une forme bilinéaire invariante non nulle (⋅,⋅), et la forme bilinéaire sur G est définie comme le coefficient de tn−1 de la forme bilinéaire à valeurs dans C[t] sur G induite par la forme sur L. La forme bilinéaire est non dégénérée, mais l'algèbre de Lie n'est pas une somme d'algèbres de Lie simples et abéliennes.